# Gouvernement Ali Nasser Mohamed
 (août 2025).
République démocratique populaire du Yémen
Le gouvernement Ali Nasser Mohamed est le gouvernement de la République démocratique populaire du Yémen du 2 août 1971 au 14 février 1985.

## Composition
| Portefeuille                                       | Ministre                        |
| -------------------------------------------------- | ------------------------------- |
| Premier ministre                                   | Ali Nasser Mohamed              |
| Ministre de l'Agriculture et de la Réforme agraire | Muhammad Sulayman Nasir         |
| Ministre des Communications                        | Anis Hasan Yahya                |
| Ministre de la Culture et du Tourisme              | ‘Abdullah ‘Abdul Razzaq Ba Dhib |
| Ministre de la Défense                             | ‘Ali Nasir Muhammad Hasani      |
| Ministre de l'Économie et de l'Industrie           | ‘Abdul ‘Aziz ‘Abdul Wali Nashir |
| Ministre de l'Éducation                            | ‘Ali Nasir Muhammad Hasani      |
| Ministre des Finances                              | Fadl Muhsin ‘Abdullah           |
| Ministre des Affaires étrangères                   | Muhammad Salih Yafa'i           |
| Ministre de la Santé                               | ‘Abdul ‘Aziz al-Dali            |
| Ministre du Logement                               | Nasir Muhammad Yasin            |
| Ministre de l'Information                          | Rashid Muhammad Thabit          |
| Ministre de l'Intérieur                            | Salih Muslih                    |
| Ministre de la Justice et des Affaires religieuses | Mustafa ‘Abdul Khaliq           |
| Ministre du Travail et de la Fonction publique     | ‘Ah Asad Muthana                |
| Ministre de la Planification                       | Ali Salem al-Beidh              |
| Ministre des Travaux publics                       | Haider Aboubaker al-Attas       |
| Ministre de la Sécurité de l'État (par intérim)    | Muhammad Sa‘id ‘Abdullah Muhsin |